# 巴尼 (北达科他州)
巴尼（英語：Barney），是美国北达科他州下属的一座城市。根据2010年美国人口普查，该市有人口52人。